# الدرر الشامية
الدرر الشامية شبكة إخبارية ومشروع إعلامي مختص بالشأن الشامي.. معروفة باسم «شبكة الدرر الشامية».

## إنشاء الدرر الشامية
أنشئت الشبكة بموازاة الثورة المباركة في سوريا فكانت رديفة لها، نصرة للشعب السوري والثورة السورية، وتفعيلاً لقضايا الأمة، وذلك عام 1432هـ الموافق 2011م
..
فهي مشروع تطوعي خيري لايهدف إلى أية أغراض ربحية.. تعمل مستقلة لا تنتسب إلى هيئة سياسية أو جماعة حزبية، ولا ترتبط بأى فصيل ثوري أو عسكري.

## آلية العمل بالدرر الشامية
تقوم الشبكة بنقل أخبار الحراك الثوري الميداني والسياسي بصورة منتظمة على مدار الساعة، وتعتمد على توثيق الحدث عبر شبكة مراسلين متواجدين في كل الاماكن الملتهبة بالاحداث، فتوثق الحدث بالصوت والصورة ومقاطع الفيديو والنقل عن المصادر الموثوقة.

## نوافذ الدرر الشامية
الشبكة تتضمن عددًا من النوافذ المتنوعة التي تتناول الحدث بطرق متنوعة، تارة بالتحرير فينقل عبر نافذة الأخبار، وتارة بالتحليل عبر نافذة التحليل الاستراتيجي، وتارة بالتقارير المفصلة عبر نافذة التقارير.. وتتألف الشبكة من موقع إخباري وموقع آخر علمي ومنتديات حوارية علمية.

## وصلات خارجية
- موقع الدرر الشامية الإخبارية.
- موقع الدرر الشامية العلمية.